# Le Châtelet-sur-Sormonne
Le Châtelet-sur-Sormonne is een gemeente in het Franse departement Ardennes (regio Grand Est) en telt 170 inwoners (2005). De plaats maakt deel uit van het arrondissement Charleville-Mézières.

## Geografie
De oppervlakte van Le Châtelet-sur-Sormonne bedraagt 10,0 km², de bevolkingsdichtheid is 17,0 inwoners per km².
De onderstaande kaart toont de ligging van Le Châtelet-sur-Sormonne met de belangrijkste infrastructuur en aangrenzende gemeenten.

## Demografie
Onderstaande figuur toont het verloop van het inwonertal (bron: INSEE-tellingen).

Vanwege een beveiligingsprobleem met de MediaWiki Graph-software is het momenteel niet mogelijk deze grafiek weer te geven. Zodra de software is bijgewerkt zal de grafiek vanzelf weer zichtbaar worden.